# Ellidshøj Kirke
Ellidshøj Kirke ligger i Himmerland i Aalborg Kommune, Region Nordjylland; indtil Kommunalreformen i 1970 lå det i Hornum Herred (Aalborg Amt).
Kor og kirkeskib er opført i romansk tid af granitkvadre over skråkantsokkel. Begge de retkantede døre er bevaret, norddøren i brug, syddøren tilmuret. Et romansk vindue er bevaret i korets nordmur. Våbenhuset er formodentlig opført i begyndelsen af 1600-tallet. Efter reformationen overgik kirken til kronen, som solgte kirken videre til ejeren af Lindenborg; grevskabet ejede kirken til 1908, da den overgik til selveje.
Den runde korbue er bevaret med skråkantede kragsten. I sengotisk tid fik kirken indbygget otteribbede hvælv. Ved en restaurering i 1961 afdækkedes et kalkmaleri fra 1562 på triumfvæggen, billedet fremstiller Korsbæringen. Alterbordet dækkes af renæssancepaneler, altertavlen fra slutningen af 1600-tallet har et maleri fra 1859. Prædikestolen er et billedskærearbejde fra omkring 1600 med nytestamentlige relieffer.
Den romanske døbefont af granit er ret lille, på den runde fod ses stregornamenter.

## Eksterne kilder og henvisninger
- Ellidshøj Kirke Arkiveret 13. februar 2011 hos  Wayback Machine på nordenskirker.dk
- Ellidshøj Kirke Arkiveret 19. september 2015 hos  Wayback Machine på KortTilKirken.dk